# Lijst van nummer 1-hits in Italië in 2002
Deze hits stonden in 2002 op nummer 1 in de FIMI Single Top 20, de bekendste hitlijst in Italië.
| Datum        | Artiest                         | Titel                      |
| ------------ | ------------------------------- | -------------------------- |
| 3 januari    | Anastacia                       | Paid My Dues               |
| 10 januari   | Robbie Williams & Nicole Kidman | Somethin' Stupid           |
| 17 januari   | Robbie Williams & Nicole Kidman | Somethin' Stupid           |
| 24 januari   | Jovanotti                       | Salvami                    |
| 31 januari   | Shakira                         | Whenever, Wherever         |
| 7 februari   | Shakira                         | Whenever, Wherever         |
| 14 februari  | Ligabue                         | Questa è la mia vita       |
| 21 februari  | Ligabue                         | Questa è la mia vita       |
| 28 februari  | Shakira                         | Whenever, Wherever         |
| 7 maart      | Ligabue                         | Questa è la mia vita       |
| 14 maart     | Shakira                         | Whenever, Wherever         |
| 21 maart     | George Michael                  | Freeek!                    |
| 28 maart     | Shakira                         | Whenever, Wherever         |
| 4 april      | Shakira                         | Whenever, Wherever         |
| 11 april     | Shakira                         | Whenever, Wherever         |
| 18 april     | Oasis                           | The Hindu Times            |
| 25 april     | Renato Zero                     | Innocente                  |
| 2 mei        | Alizée                          | Moi... Lolita              |
| 9 mei        | Alizée                          | Moi... Lolita              |
| 16 mei       | Alizée                          | Moi... Lolita              |
| 23 mei       | Alizée                          | Moi... Lolita              |
| 30 mei       | Alizée                          | Moi... Lolita              |
| 6 juni       | Alizée                          | Moi... Lolita              |
| 13 juni      | The Calling                     | Wherever You Will Go       |
| 20 juni      | Oasis                           | Stop Crying Your Heart Out |
| 27 juni      | Red Hot Chili Peppers           | By the Way                 |
| 4 juli       | Noir Désir                      | Le vent nous portera       |
| 11 juli      | Noir Désir                      | Le vent nous portera       |
| 18 juli      | Noir Désir                      | Le vent nous portera       |
| 25 juli      | Noir Désir                      | Le vent nous portera       |
| 1 augustus   | Las Ketchup                     | The Ketchup Song (Aserejé) |
| 8 augustus   | Las Ketchup                     | The Ketchup Song (Aserejé) |
| 15 augustus  | Las Ketchup                     | The Ketchup Song (Aserejé) |
| 22 augustus  | Las Ketchup                     | The Ketchup Song (Aserejé) |
| 29 augustus  | Las Ketchup                     | The Ketchup Song (Aserejé) |
| 5 september  | Las Ketchup                     | The Ketchup Song (Aserejé) |
| 12 september | Las Ketchup                     | The Ketchup Song (Aserejé) |
| 19 september | Las Ketchup                     | The Ketchup Song (Aserejé) |
| 26 september | t.A.T.u.                        | All the Things She Said    |
| 3 oktober    | t.A.T.u.                        | All the Things She Said    |
| 10 oktober   | t.A.T.u.                        | All the Things She Said    |
| 17 oktober   | t.A.T.u.                        | All the Things She Said    |
| 24 oktober   | U2                              | Electrical Storm           |
| 31 oktober   | Madonna                         | Die Another Day            |
| 7 november   | Madonna                         | Die Another Day            |
| 14 november  | Madonna                         | Die Another Day            |
| 21 november  | Madonna                         | Die Another Day            |
| 28 november  | Madonna                         | Die Another Day            |
| 5 december   | Tiromancino                     | Per me è importante        |
| 11 december  | Tiromancino                     | Per me è importante        |
| 12 december  | Eminem                          | Lose Yourself              |
| 19 december  | Tiromancino                     | Per me è importante        |
| 26 december  | Robbie Williams                 | Feel                       |